# Championnat sud-américain de football de 1963
Navigation
Équateur 1959 Uruguay 1967
Le Championnat sud-américain de football de 1963 est la vingt-huitième édition du championnat sud-américain de football des nations, connu comme la Copa América depuis 1975, qui a eu lieu en Bolivie du 10 au 31 mars 1963.
Les pays participants sont l'Argentine, la Bolivie, le Brésil, la Colombie, l'Équateur, le Paraguay et le Pérou.

## Résultats

### Classement final
Les sept équipes participantes disputent le championnat au sein d'une poule unique où chaque formation rencontre une fois ses adversaires. À la fin de la compétition, l'équipe classée première est sacrée championne d'Amérique du sud.
L'équipe bolivienne évoluant à domicile met à profit la répétition des matchs à une altitude et dans des conditions de jeu auxquelles ne sont pas habitués ses adversaires pour enchaîner les victoires (elle concède juste le point du match nul en ouverture de tournoi contre l'Équateur). La Bolivie remporte le titre pour la première et seule fois de son histoire.
|   | Équipe    | Pts | J | G | N | P | BP | BC | Diff |
| - | --------- | --- | - | - | - | - | -- | -- | ---- |
| 1 | Bolivie   | 11  | 6 | 5 | 1 | 0 | 19 | 13 | +6   |
| 2 | Paraguay  | 9   | 6 | 4 | 1 | 1 | 13 | 7  | +6   |
| 3 | Argentine | 7   | 6 | 3 | 1 | 2 | 15 | 10 | +5   |
| 4 | Brésil    | 5   | 6 | 2 | 1 | 3 | 12 | 13 | -1   |
| 5 | Pérou     | 5   | 6 | 2 | 1 | 3 | 8  | 11 | -3   |
| 6 | Équateur  | 4   | 6 | 1 | 2 | 3 | 14 | 18 | -4   |
| 7 | Colombie  | 1   | 6 | 0 | 1 | 5 | 10 | 19 | -9   |

| 10 mars | Bolivie   | 4 | 4 | Équateur  |
| 10 mars | Argentine | 4 | 2 | Colombie  |
| 10 mars | Brésil    | 1 | 0 | Pérou     |
| 13 mars | Pérou     | 2 | 1 | Argentine |
| 14 mars | Paraguay  | 3 | 1 | Équateur  |
| 14 mars | Brésil    | 5 | 1 | Colombie  |
| 17 mars | Bolivie   | 2 | 1 | Colombie  |
| 17 mars | Pérou     | 2 | 1 | Équateur  |
| 17 mars | Paraguay  | 2 | 0 | Brésil    |
| 20 mars | Paraguay  | 3 | 2 | Colombie  |
| 20 mars | Argentine | 4 | 2 | Équateur  |
| 21 mars | Bolivie   | 3 | 2 | Pérou     |
| 24 mars | Pérou     | 1 | 1 | Colombie  |
| 24 mars | Argentine | 3 | 0 | Brésil    |
| 24 mars | Bolivie   | 2 | 0 | Paraguay  |
| 27 mars | Brésil    | 2 | 2 | Équateur  |
| 27 mars | Paraguay  | 4 | 1 | Pérou     |
| 28 mars | Bolivie   | 3 | 2 | Argentine |
| 31 mars | Équateur  | 4 | 3 | Colombie  |
| 31 mars | Argentine | 1 | 1 | Paraguay  |
| 31 mars | Bolivie   | 5 | 4 | Brésil    |

#### 1rejournée
| 10 mars 1963 | Bolivie                                                 | 4 – 4 | Équateur                                              | Estadio Hernando Siles (La Paz)                  |                                                  |
| | R. López 16e · Castillo 27e · Alcócer 55e · Camacho 80e | (2 - 2) | Raffo 30e · Raymondi Contreras 44e, 50e · Bolaños 47e | Spectateurs : 15 000 Arbitrage : Arturo Yamasaki | Spectateurs : 15 000 Arbitrage : Arturo Yamasaki |
| A. López - Torres, Cainzo - Camacho, Vargas, Espinoza - Ugarte, Castillo, Alcócer, R. López ( Aramayo), Quinteros | Équipes                                                 | Mejía - Macías ( Johnson), Lecaro - Reeves Patterson, Quijano, Galarza - Balseca ( Gando), Bolaños, Raffo, Raymondi Contreras ( Palacios), Larrea |                                                       | Spectateurs : 15 000 Arbitrage : Arturo Yamasaki | Spectateurs : 15 000 Arbitrage : Arturo Yamasaki |

| 10 mars 1963 | Argentine                                            | 4 – 2 | Colombie                 | Estadio Félix Capriles (Cochabamba)               |                                                   |
| | R. Zárate 3e, 89e · J. Fernández 27e · Rodríguez 87e | (2 - 2)                                                                                                  | Campillo 4e · Aceros 37e | Spectateurs : 18 000 Arbitrage : João Etzel Filho | Spectateurs : 18 000 Arbitrage : João Etzel Filho |
| Andrada - Cardoso, Martín - Navarro, Albrecht ( 59e Griguol), Vázquez - Juárez, Menotti ( 75e Rodríguez), J. Fernández ( 46e Rossi), Savoy, R. Zárate | Équipes                                              | Mosquera - Marín, J. González - Co. Arango, Aponte, López - Silva, Campillo, Gamboa, H. González, Aceros |                          | Spectateurs : 18 000 Arbitrage : João Etzel Filho | Spectateurs : 18 000 Arbitrage : João Etzel Filho |

| 10 mars 1963 | Brésil     | 1 – 0                                                                                              | Pérou | Estadio Félix Capriles (Cochabamba)                 |                                                     |
| | Flávio 16e | (1 - 0)                                                                                            |       | Spectateurs : 18 000 Arbitrage : José Dimas Larrosa | Spectateurs : 18 000 Arbitrage : José Dimas Larrosa |
| Marcial - Jorge ( Massinha), William - Procópio, Geraldino, Ílton Vaccari ( Hílton Chaves) - Tião Macalé, Flávio ( Altamiro), Almir, Marco Antônio, Oswaldo | Équipes    | Bazán - Campos, Elías - De la Vega, Donayre, Ruíz - Gallardo, Zegarra, León, Rostaing, N. Mosquera |       | Spectateurs : 18 000 Arbitrage : José Dimas Larrosa | Spectateurs : 18 000 Arbitrage : José Dimas Larrosa |

Repos : Paraguay

#### 2ejournée
| 13 mars 1963 | Pérou                      | 2 – 1 | Argentine     | Estadio Félix Capriles (Cochabamba)                 |                                                     |
| | Tenemás 62e · Gallardo 76e | (0 - 0) | R. Zárate 57e | Spectateurs : 10 000 Arbitrage : José Dimas Larrosa | Spectateurs : 10 000 Arbitrage : José Dimas Larrosa |
| Bazán - Campos ( Bravo), Elías - De la Vega ( Ladrón de Guevara), Donayre, Ruíz - Gallardo, Zegarra, León, Tenemás, N. Mosquera | Équipes                    | Andrada - Navarro, Martín - Ditro, Griguol, Vázquez - Bernao ( 69e Juárez), Rossi ( 55e Rodríguez), Menotti, Savoy, R. Zárate ( 80e Lallana) |               | Spectateurs : 10 000 Arbitrage : José Dimas Larrosa | Spectateurs : 10 000 Arbitrage : José Dimas Larrosa |

| 14 mars 1963 | Paraguay                                  | 3 – 1 | Équateur  | Estadio Hernando Siles (La Paz)              |                                              |
| | E. Zárate 9e · Cabrera 57e · Quiñónez 71e | (1 - 1) | Raffo 28e | Spectateurs : 15 000 Arbitrage : Luis Ventre | Spectateurs : 15 000 Arbitrage : Luis Ventre |
| González - Breglia ( Osorio), Bobadilla - A. Insfrán, Calonga, Lezcano - Arámbulo, Quiñónez, E. Zárate, Cabrera ( E. Insfrán), Villamayor ( Ayala) | Équipes                                   | Mejía ( Ansaldo) - Macías, Pineda - Lecaro, Quijano, Galarza - Gando, Bolaños, Raffo ( Azón), Raymondi Contreras ( Balseca), Larrea |           | Spectateurs : 15 000 Arbitrage : Luis Ventre | Spectateurs : 15 000 Arbitrage : Luis Ventre |

| 14 mars 1963 | Brésil                                                          | 5 – 1 | Colombie   | Estadio Hernando Siles (La Paz)                 |                                                 |
| | Flávio 7e, 82e · Marco Antônio 31e · Oswaldo 56e · Fernando 83e | (2 - 0) | Gamboa 85e | Spectateurs : 15 000 Arbitrage : Tomás Antruejo | Spectateurs : 15 000 Arbitrage : Tomás Antruejo |
| Marcial - Massinha, William - Procópio, Geraldino, Ílton Vaccari ( Hílton Chaves) - Tião Macalé, Flávio, Almir, Marco Antônio ( Fernando), Oswaldo ( Ari) | Équipes                                                         | Vivas - López, Alzate - J. González, Aponte, Silva ( Serrano) - Ca. Arango, Campillo ( Salla), Gamboa, H. González, Aceros ( Botero) |            | Spectateurs : 15 000 Arbitrage : Tomás Antruejo | Spectateurs : 15 000 Arbitrage : Tomás Antruejo |

Repos : Bolivie

#### 3ejournée
| 17 mars 1963 | Bolivie          | 2 – 1 | Colombie  | Estadio Félix Capriles (Cochabamba)              |                                                  |
| | Alcócer 22e, 40e | (2 - 1) | Botero 4e | Spectateurs : 18 000 Arbitrage : Arturo Yamasaki | Spectateurs : 18 000 Arbitrage : Arturo Yamasaki |
| A. López - Espinoza, Palenque - Camacho, Vargas, Ramírez - García, Aramayo ( Castillo), Alcócer, R. López, Aguirre | Équipes          | Mosquera - J. González, Alzate - Coll ( Ca. Arango), Aponte, G. González - Serrano, Campillo, Gamboa, H. González, Botero |           | Spectateurs : 18 000 Arbitrage : Arturo Yamasaki | Spectateurs : 18 000 Arbitrage : Arturo Yamasaki |

| 17 mars 1963 | Pérou                      | 2 – 1 | Équateur  | Estadio Hernando Siles (La Paz)                |                                                |
| | León 34e · N. Mosquera 43e | (2 - 1) | Raffo 20e | Spectateurs : 15 000 Arbitrage : Ovidio Orrego | Spectateurs : 15 000 Arbitrage : Ovidio Orrego |
| Bazán - Bravo, Elías ( Yasetic) - Ladrón de Guevara, Donayre, Ruíz - Gallardo, Zegarra ( Peláez), León, Tenemás, N. Mosquera | Équipes                    | Ansaldo ( Mejía) - Macías, Lecaro - Johnson, Quijano ( Bustamante), Galarza - Gando, Bolaños, Raffo, Raymondi Contreras ( Azón), Larrea |           | Spectateurs : 15 000 Arbitrage : Ovidio Orrego | Spectateurs : 15 000 Arbitrage : Ovidio Orrego |

| 17 mars 1963 | Paraguay                  | 2 – 0 | Brésil | Estadio Hernando Siles (La Paz)                |                                                |
| | E. Zárate 17e · Ayala 83e | (1 - 0) |        | Spectateurs : 8 000 Arbitrage : Tomás Antruejo | Spectateurs : 8 000 Arbitrage : Tomás Antruejo |
| González - Osorio, Bobadilla - A. Insfrán, Calonga, Lezcano - Arámbulo, Quiñónez, E. Zárate ( Valdez), Amarilla, Ayala | Équipes                   | Marcial - Jorge, William - Procópio, Geraldino, Ílton Vaccari - Tião Macalé, Flávio, Almir ( Fernando), Marco Antônio, Oswaldo ( Ari) |        | Spectateurs : 8 000 Arbitrage : Tomás Antruejo | Spectateurs : 8 000 Arbitrage : Tomás Antruejo |

Repos : Argentine

#### 4ejournée
| 20 mars 1963 | Paraguay                                  | 3 – 2 | Colombie                         | Estadio Félix Capriles (Cochabamba)          |                                              |
| | E. Zárate 10e · Arámbulo 50e · Valdez 89e | (1 - 1) | Campillo 19e · Calonga 90e (csc) | Spectateurs : 10 000 Arbitrage : Luis Ventre | Spectateurs : 10 000 Arbitrage : Luis Ventre |
| González - Osorio, Bobadilla - A. Insfrán, Calonga, Lezcano - Arámbulo, Quiñónez, E. Zárate ( Valdez), Cabrera, Villamayor | Équipes                                   | Mosquera ( Vivas) - Sánchez, Marín - López, Co. Arango, G. González - Ca. Arango, Campillo, F. González ( Gamboa), Arias, Botero ( Salla) |                                  | Spectateurs : 10 000 Arbitrage : Luis Ventre | Spectateurs : 10 000 Arbitrage : Luis Ventre |

| 20 mars 1963 | Argentine                           | 4 – 2 | Équateur                  | Estadio Félix Capriles (Cochabamba)              |                                                  |
| | Savoy 34e, 53e, 90e · Rodríguez 58e | (1 - 1) | Pineda 32e · Palacios 49e | Spectateurs : 20 000 Arbitrage : Arturo Yamasaki | Spectateurs : 20 000 Arbitrage : Arturo Yamasaki |
| Andrada - Navarro, Martín - Ditro ( 72e Ferreiro), Griguol, Vázquez - Juárez, Rodríguez, E. Fernández ( 89e), Savoy ( 84e Rossi), R. Zárate | Équipes                             | Mejía ( Ansaldo) - Macías, Lecaro - Johnson, Pineda ( Galarza), Bustamante - Gando, Palacios, Raffo, Raymondi Contreras, Larrea ( Cañarte) |                           | Spectateurs : 20 000 Arbitrage : Arturo Yamasaki | Spectateurs : 20 000 Arbitrage : Arturo Yamasaki |

| 21 mars 1963 | Bolivie                                | 3 – 2 | Pérou                   | Estadio Hernando Siles (La Paz)                   |                                                   |
| | Camacho 14e · Alcócer 49e · García 57e | (1 - 1) | Gallardo 40e · León 80e | Spectateurs : 20 000 Arbitrage : João Etzel Filho | Spectateurs : 20 000 Arbitrage : João Etzel Filho |
| A. López - Je. Herbas, Cainzo - Camacho, Vargas, Ramírez - García, Blacut ( Aramayo), Alcócer, Ugarte, Castillo | Équipes                                | Rubiños - Campos, Yasetic ( Elías) - Ladrón de Guevara, Donayre, Ruíz - Gallardo, Zegarra, Peláez ( León), De la Vega ( Tenemás), N. Mosquera |                         | Spectateurs : 20 000 Arbitrage : João Etzel Filho | Spectateurs : 20 000 Arbitrage : João Etzel Filho |

Repos : Brésil

#### 5ejournée
| 24 mars 1963 | Pérou        | 1 – 1 | Colombie        | Estadio Hernando Siles (La Paz)              |                                              |
| | Gallardo 25e | (1 - 1) | F. González 33e | Spectateurs : 10 000 Arbitrage : Luis Ventre | Spectateurs : 10 000 Arbitrage : Luis Ventre |
| Bazán - Bravo, Yasetic - De la Vega, Donayre, Ruíz - Gallardo ( Peláez), Zegarra, León, Tenemás ( Ladrón de Guevara), N. Mosquera | Équipes      | Vivas - Sánchez, Marín - López ( Serrano), Co. Arango ( J. González), G. González - Ca. Arango, Salla ( Gamboa), F. González, Arias, Botero |                 | Spectateurs : 10 000 Arbitrage : Luis Ventre | Spectateurs : 10 000 Arbitrage : Luis Ventre |

| 24 mars 1963 | Argentine                             | 3 – 0 | Brésil | Estadio Hernando Siles (La Paz)                  |                                                  |
| | Rodríguez 3e · Savoy 33e · Juárez 86e | (2 - 0) |        | Spectateurs : 30 000 Arbitrage : Arturo Yamasaki | Spectateurs : 30 000 Arbitrage : Arturo Yamasaki |
| Andrada - Navarro, Martín - Ditro ( 59e Cardoso), Griguol, Vázquez - Juárez, Rodríguez, E. Fernández, Savoy, R. Zárate | Équipes                               | Marcial - Jorge, Mário Tito ( William) - Procópio, Geraldino, Ílton Vaccari ( Ari) - Amauri, Flávio, Hílton Chaves, Marco Antônio ( Amauri Silva), Oswaldo |        | Spectateurs : 30 000 Arbitrage : Arturo Yamasaki | Spectateurs : 30 000 Arbitrage : Arturo Yamasaki |

| 24 mars 1963 | Bolivie                   | 2 – 0 | Paraguay | Estadio Félix Capriles (Cochabamba)                 |                                                     |
| | Castillo 17e · García 88e | (1 - 0) |          | Spectateurs : 18 000 Arbitrage : José Dimas Larrosa | Spectateurs : 18 000 Arbitrage : José Dimas Larrosa |
| A. López - Je. Herbas, Cainzo - Camacho, Zabalaga, Ramírez - García, Aramayo ( Blacut), Alcócer, Ugarte ( R. López), Castillo | Équipes                   | González - Osorio, Bobadilla ( Tabarelli) - A. Insfrán, Calonga ( Cabrera), Lezcano - Arámbulo, E. Insfrán, E. Zárate ( Valdez), Amarilla, Martínez |          | Spectateurs : 18 000 Arbitrage : José Dimas Larrosa | Spectateurs : 18 000 Arbitrage : José Dimas Larrosa |

Repos : Équateur

#### 6ejournée
| 27 mars 1963 | Brésil          | 2 – 2 | Équateur             | Estadio Félix Capriles (Cochabamba)                 |                                                     |
| | Oswaldo 5e, 60e | (1 - 0) | Azón 84e · Raffo 90e | Spectateurs : 20 000 Arbitrage : José Dimas Larrosa | Spectateurs : 20 000 Arbitrage : José Dimas Larrosa |
| Silas - Jorge, William - Procópio, Cláudio, Ílton Vaccari - Almir, Flávio, Amauri Silva, Marco Antônio ( Fernando), Oswaldo | Équipes         | Mejía - Bustamante, Lecaro - Johnson, Quijano ( Macías), Reeves Patterson ( Galarza) - Gando, Palacios, Merizalde ( Raffo), Azón, Larrea |                      | Spectateurs : 20 000 Arbitrage : José Dimas Larrosa | Spectateurs : 20 000 Arbitrage : José Dimas Larrosa |

| 27 mars 1963 | Paraguay                                       | 4 – 1 | Pérou        | Estadio Félix Capriles (Cochabamba)          |                                              |
| | Martínez 5e, 25e · Cabrera 45e · E. Zárate 77e | (3 - 0) | Gallardo 70e | Spectateurs : 20 000 Arbitrage : Luis Ventre | Spectateurs : 20 000 Arbitrage : Luis Ventre |
| González - Breglia, Amarilla - A. Insfrán, Calonga, Lezcano - Quiñónez ( Tabarelli), Cabrera, E. Zárate, Ayala ( Valdez), Martínez | Équipes                                        | Bazán - Elías, Campos - De la Vega, Donayre, Ruíz - Gallardo, Zegarra ( Peláez), León ( Vázquez), Tenemás, Escobar |              | Spectateurs : 20 000 Arbitrage : Luis Ventre | Spectateurs : 20 000 Arbitrage : Luis Ventre |

| 28 mars 1963 | Bolivie                                 | 3 – 2 | Argentine          | Estadio Hernando Siles (La Paz)                  |                                                  |
| | Castillo 12e · Blacut 32e · Camacho 88e | (2 - 2) | Rodríguez 27e, 34e | Spectateurs : 20 000 Arbitrage : Arturo Yamasaki | Spectateurs : 20 000 Arbitrage : Arturo Yamasaki |
| A. López - Je. Herbas, Cainzo - Camacho, Vargas, Ramírez ( Ja. Herbas) - García, Blacut, Alcócer, Ugarte, Castillo | Équipes                                 | Andrada - Navarro, Martín ( 46e Ferreiro) - Cardoso, Griguol, Vázquez - Juárez, Rodríguez, E. Fernández ( 67e J. Fernández), Savoy, R. Zárate |                    | Spectateurs : 20 000 Arbitrage : Arturo Yamasaki | Spectateurs : 20 000 Arbitrage : Arturo Yamasaki |

Repos : Colombie

#### 7ejournée
| 31 mars 1963 | Équateur                                              | 4 – 3 | Colombie                                  | Estadio Hernando Siles (La Paz)                     |                                                     |
| | Raymondi Contreras 30e · Raffo 37e, 88e · Bolaños 53e | (2 - 0) | Aceros 46e · Botero 68e · H. González 75e | Spectateurs : 15 000 Arbitrage : José Dimas Larrosa | Spectateurs : 15 000 Arbitrage : José Dimas Larrosa |
| Ansaldo ( Mejía) - Macías, Lecaro - Johnson, Pineda (), Bustamante - Gando, Raymondi Contreras ( Palacios), Raffo, Bolaños ( Azón), Larrea | Équipes                                               | Vivas - Sánchez, Marín - López, Co. Arango ( Aponte), G. González - Ca. Arango ( Coll), Gamboa, Arias ( Aceros), H. González, Botero |                                           | Spectateurs : 15 000 Arbitrage : José Dimas Larrosa | Spectateurs : 15 000 Arbitrage : José Dimas Larrosa |

| 31 mars 1963 | Argentine   | 1 – 1 | Paraguay    | Estadio Hernando Siles (La Paz)                  |                                                  |
| | Lallana 58e | (0 - 1) | Cabrera 33e | Spectateurs : 15 000 Arbitrage : Arturo Yamasaki | Spectateurs : 15 000 Arbitrage : Arturo Yamasaki |
| Andrada - Navarro, Martín - Cardoso, Griguol, Bautista - Juárez ( Bernao), J. Fernández, E. Fernández ( Rossi), Savoy, R. Zárate ( Lallana) | Équipes     | González - Breglia, Amarilla - A. Insfrán, Calonga, Osorio - Quiñónez ( Lezcano), Cabrera, E. Zárate, Ayala, Arámbulo |             | Spectateurs : 15 000 Arbitrage : Arturo Yamasaki | Spectateurs : 15 000 Arbitrage : Arturo Yamasaki |

| 31 mars 1963                                                                                       | Bolivie                                                  | 5 – 4 | Brésil                                          | Estadio Félix Capriles (Cochabamba)            |                                                |
| | Ugarte 15e, 58e · Camacho 25e · García 62e · Alcócer 86e | (2 - 2) | Marco Antônio 26e · Almir 28e · Flávio 63e, 66e | Spectateurs : 25 000 Arbitrage : Ovidio Orrego | Spectateurs : 25 000 Arbitrage : Ovidio Orrego |
| A. López - Espinoza, Cainzo - Camacho, Vargas, Ramírez - García, Blacut, Alcócer, Ugarte, Castillo | Équipes                                                  | Silas - Jorge ( Massinha), Cláudio - Procópio, Geraldino, Ílton Vaccari - Almir, Flávio, Tião Macalé, Marco Antônio, Oswaldo |                                                 | Spectateurs : 25 000 Arbitrage : Ovidio Orrego | Spectateurs : 25 000 Arbitrage : Ovidio Orrego |

Repos : Pérou
| Championnat sud-américain de football de 1963 - Vainqueur Bolivie 1er titre |

## Meilleurs buteurs
6 buts
- Carlos Alberto Raffo

5 buts
- Mario Rodríguez
- Máximo Alcócer
- Flávio

4 buts
- Raúl Savoy
- Wilfredo Camacho
- Eladio Zárate
- Alberto Gallardo